# Декриминализација
| Легално или суштински легално Нелегално, али декриминализовано Нелегално, али се закон не примењује | Нелегално Нема информација |

Декриминализација је укидање кривичних казни за поједине поступке или њихова замјена некривичним кажњавањем (новчане казне, друштвено користан рад и сл.). За разлику од легализације, када радња постаје легална, правно дозвољена, у случају декриминализације је и даље забрањена, али се прекршилац не гони кривично. Декриминализација је обрнута процесу криминализације. 
Најчешћа спорна питања поводом којих се покреће декриминализација су: 
- Декриминализација марихуане
- Декриминализација проституције
- Декриминализација истополних бракова